# Stormlord (groupe)
Pour les articles homonymes, voir Stormlord.
Stormlord est un groupe de black metal symphonique italien, originaire de Rome. Les membres du groupe se réclament du genre « metal extrême épique »,.

## Biographie

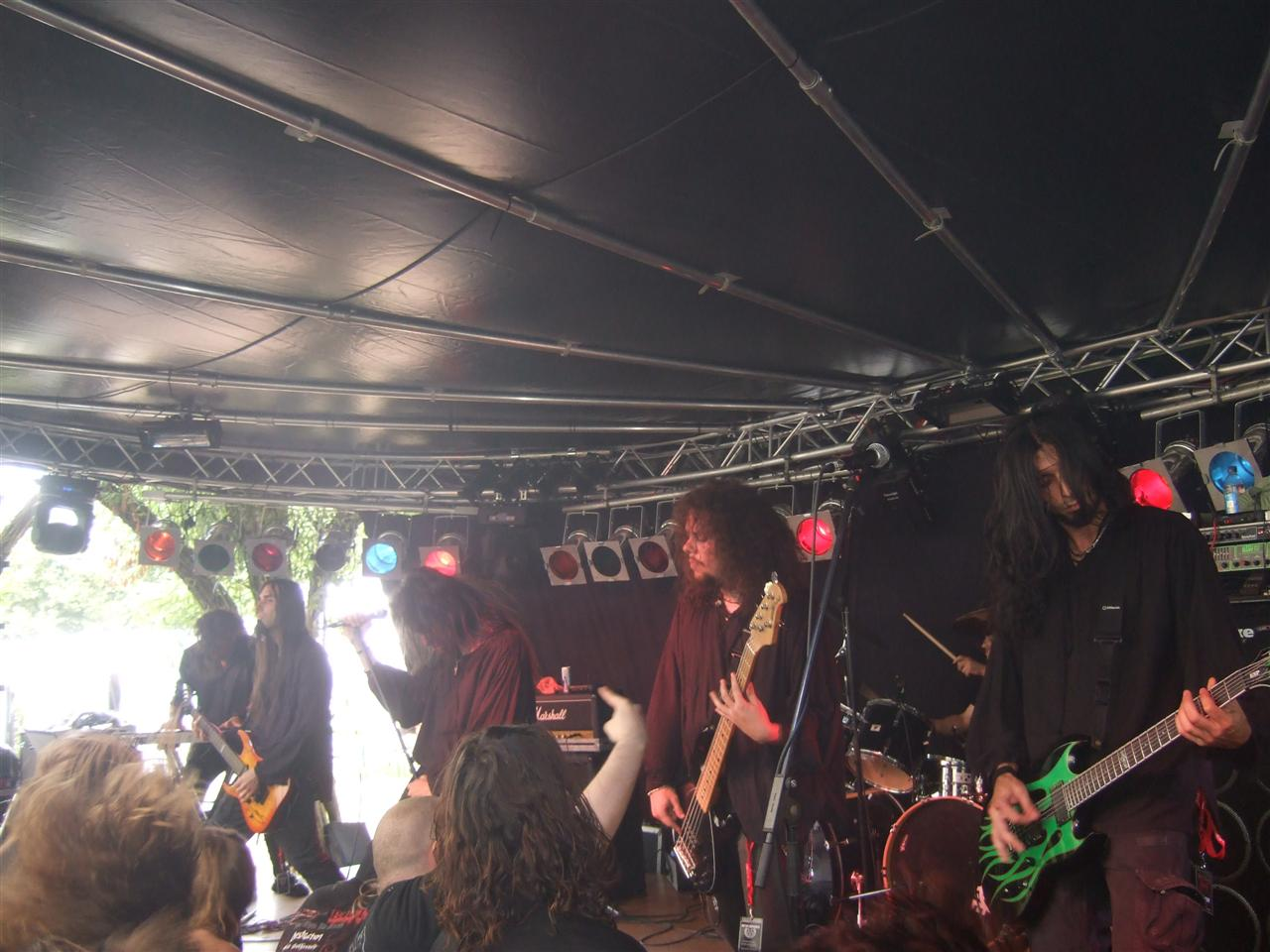
Stormlord sur scène au Baden in Blut, en 2008.

Stormlord est formé en 1991, par Cristiano Borchi (basse, chant), Claudio Di Carlo (guitare) et Riccardo Montanari (batterie) à Rome. Un an plus tard, le groupe enregistre sa première démo sobrement intitulée Demo 1992. Après la démo, le groupe recrute Andrea Cacciotti comme second guitariste. Entre 1992 et 1993, ils enregistrent une nouvelle démo intitulée Black Knight. Un an plus tard, en 994, Claudio Di Carlo quitte le groupe et est remplacé par Dario Maurizi. Le batteur Riccardo Montanari quitte lui aussi le groupe, et la place vacante est comblée par Gabriele Valerio.
En 1995, Dario Maurizi et Gabriele Valerio quittent le groupe. Marcello Baragona est recruté dans le rôle du batteur, et Riccardo Montanari endosse le rôle de guitariste. Le groupe recrute ensuite le claviériste Fabrizio Cariani. En fin d'année, Andrea Cacciotti quitte le groupe. Toujours en 1995, Stormlord signe avec le label italien Metal Horse Productions afin de participer à la compilation Dawn of Gods avec la chanson Cataclysm. En 1997, le groupe publie l'EP Under the Sign of the Sword qui marque un changement de style musical, passant du death metal à un genre plus dérivé du black metal (blackened death metal). La place de bassiste vacante sera comblée par Fabban du groupe Funeral Oration. Cette même année, le groupe exécute son premier concert au festival italien Gods of Metal, aux côtés de groupes comme Overkill, Death SS et Domine.
Dux Tenebrarum quitte à son tour le groupe. Stormlord enregistre trois nouvelles chansons qu'il envoie à des labels, et signe finalement un contrat avec le label allemand Last Episode. Fabban se sépare du groupe, et est remplacé par Francesco Bucci. En 1998, les trois chansons sont réunis sur un CD promotionnel intitulé Where My Spirit Forever Shall Be. Au même moment le batteur Marcello Baragona est remplacé par David Folchitto. Stormlord commence alors sa première tournée européenne et travaille en même temps sur leur premier album studio, Supreme Art of War. Publié en 1999, Supreme Art of War est relativement bien accueilli par la presse spécialisée,,. Juste avant la tournée promotionnelle de l'album, Fabrizio Cariani quitte le groupe, et est remplacé par Simone Scazzocchio. 
En 2000, Stormlord se sépare de son label Last Episode, et s'associe avec le label italien Scarlet Records auquel il publie l'EP The Curse of Medusa. La même année, le groupe se consacre à l'enregistrement de son deuxième album studio, At the Gates of Utopia, qui sera publié en 2001. En 2002, un nouveau guitariste, Gianpaolo Caprino, est recruté au sein du groupe. À la fin de 2004 sort leur troisième album The Gorgon Cult, au label Scarlet Records, qui est bien accueilli par la presse spécialisée,,.
. La même année, ils sont annoncés au festival Gods of Metal, à quelques exceptions.
En mars 2005, ils font un concert aux côtés du groupe Necrodeath. En 2006, ils sont de nouveau annoncés au festival Gods of Metal, organisé en juin. En 2008 sort leur quatrième album, Mare Nostrum.
En mars 2010, le groupe annonce sa séparation avec le guitariste Pierangelo Giglioni, qui est remplacé par Andrea Angelini. En milieu 2012, le groupe annonce un nouvel album studio sous le titre de Hesperia. L'album est finalement publié en 2013, et bien accueilli par la presse spécialisée,.

## Membres

### Membres actuels
- Cristiano Borchi – basse (1991-1996), chant (depuis 1991)[3]
- Francesco Bucci – basse (depuis 1997)[3]
- David Folchitto – batterie (depuis 1999)[3]
- Gianpaolo Caprino – guitare, clavier, chant (clean) (depuis 2002)[3]
- Andrea Angelini – guitare (depuis 2010)[3]
- Riccardo Studer – clavier (depuis 2011)[3]

### Anciens membres
- Riccardo Montanari – batterie (1991-1994)[3]
- Claudio Di Carlo – guitare (1991-1994)[3]
- Andrea Cacciotti – guitare (1993-1995)[3]
- Gabriel Valerio – batterie (1995)[3]
- Marcello Baragona – batterie (1995-1999)[3]
- Dario Maurizi – guitare (1995)[3]
- Fabrizio Cariani – clavier (1995-1999)[3]
- Dux Tenebrarum – guitare (1997)[3]
- Pierangelo Giglioni – guitare (1997-2010)[3]
- Raffaella Grifoni – chant féminin (1997)[3]
- Simone Scazzocchio – clavier (1999-2005)[3]
- Luca Bellanova – clavier (2005-2008)[3]

## Discographie

### Albums studio
- 1999 : Supreme Art of War
- 2001 : At the Gates of Utopia
- 2004 : The Gorgon Cult
- 2008 : Mare Nostrum
- 2013 : Hesperia
- 2019 : Far

### Démos et EPs
- 1992 : Demo 1992 (démo)
- 1993 : Black Knight (démo)
- 1997 : Promo 1997 (démo)
- 1997 : Under the Sign of the Sword (EP)
- 1998 : Where My Spirit Forever Shall Be (EP)
- 2001 : The Curse of Medusa (EP)

### Compilation
- 1995 : Dawn of Gods (avec la chanson Cataclysm)
- 2008 : The Legacy of Medusa - 17 Years of Extreme Epic Metal

### DVD
- 2007 : The Battle of Quebec City: Live in Canada